# Rio de Canjambari
Rio de Canjambari är ett vattendrag i Guinea-Bissau.   Det ligger i regionen Oio, i den centrala delen av landet, 80 km nordost om huvudstaden Bissau.